# Irwin LaRocque
Irwin LaRocque (né en 1955) est un homme d'État dominiquais, ambassadeur de profession et secrétaire-général de la Communauté caribéenne (CARICOM) de 2011 à 2021.
LaRocque, d'abord ambassadeur, prend ses fonctions de secrétaire général de la CARICOM le 15 août 2011, après sa sélection par la Conférence des chefs de gouvernement le 21 mai 2011. Il est le septième secrétaire-général depuis la création de la communauté.

## Biographie

### Études
LaRocque fait ses études au Queen's College et à la New School for Social Research, tous deux à New York et à l'université de New York, et se spécialise en philosophie politique, en économie pure et en économie politique.

### Carrière d'ambassadeur
LaRocque possède une expérience en gestion, administration publique, développement économique, commerce, affaires étrangères et diplomatie. Pendant la période où la Dominique subit un programme d'ajustement structurel, LaRocque, alors ambassadeur, est membre du groupe de travail sur la réforme du secteur public nommé par le Cabinet, qui comprend le secteur privé, les syndicats et les organisations non gouvernementales, chargé de la gestion globale, de la planification et de la examen des performances du processus de réforme du secteur public. Il est également président du groupe de travail consultatif, un comité consultatif et consultatif du secteur public et privé nommé par le Cabinet, avec un accent sur l'environnement propice au développement et à la croissance du secteur privé.

### Parcours politique
LaRocque siège lors de plusieurs conseils d'administration, dont le Centre sur le changement climatique de la Communauté caribéenne, Caribbean Export, la Banque dominicaine pour l'agriculture, l'industrie et le développement et la Dominica National Development Corporation. L'ambassadeur LaRocque gère également des négociations diplomatiques avec des pays tiers et des partenaires de développement internationaux.
Les fonctions dambassadeur de LaRocque auprès de la CARICOM commencent en septembre 2005, lorsqu'il prend le poste de sous-secrétaire général à l'intégration commerciale et économique. Dans ce poste, il assure le leadership stratégique pour la mise en œuvre continue et le développement ultérieur du marché et de l'économie uniques de la CARICOM (CSME).
Avant d'être nommé sous-secrétaire général, il est secrétaire permanent dans divers ministères de la Dominique pendant plus de quatorze ans, notamment au sein des ministères du commerce, de l'industrie, du développement des entreprises, du tourisme et des affaires étrangères, où il dirige le service diplomatique. Il est également le principal conseiller du gouvernement de la Dominique sur toutes les questions relatives à l'intégration économique et au commerce régional et international.

### Secrétaire-général de la CARICOM

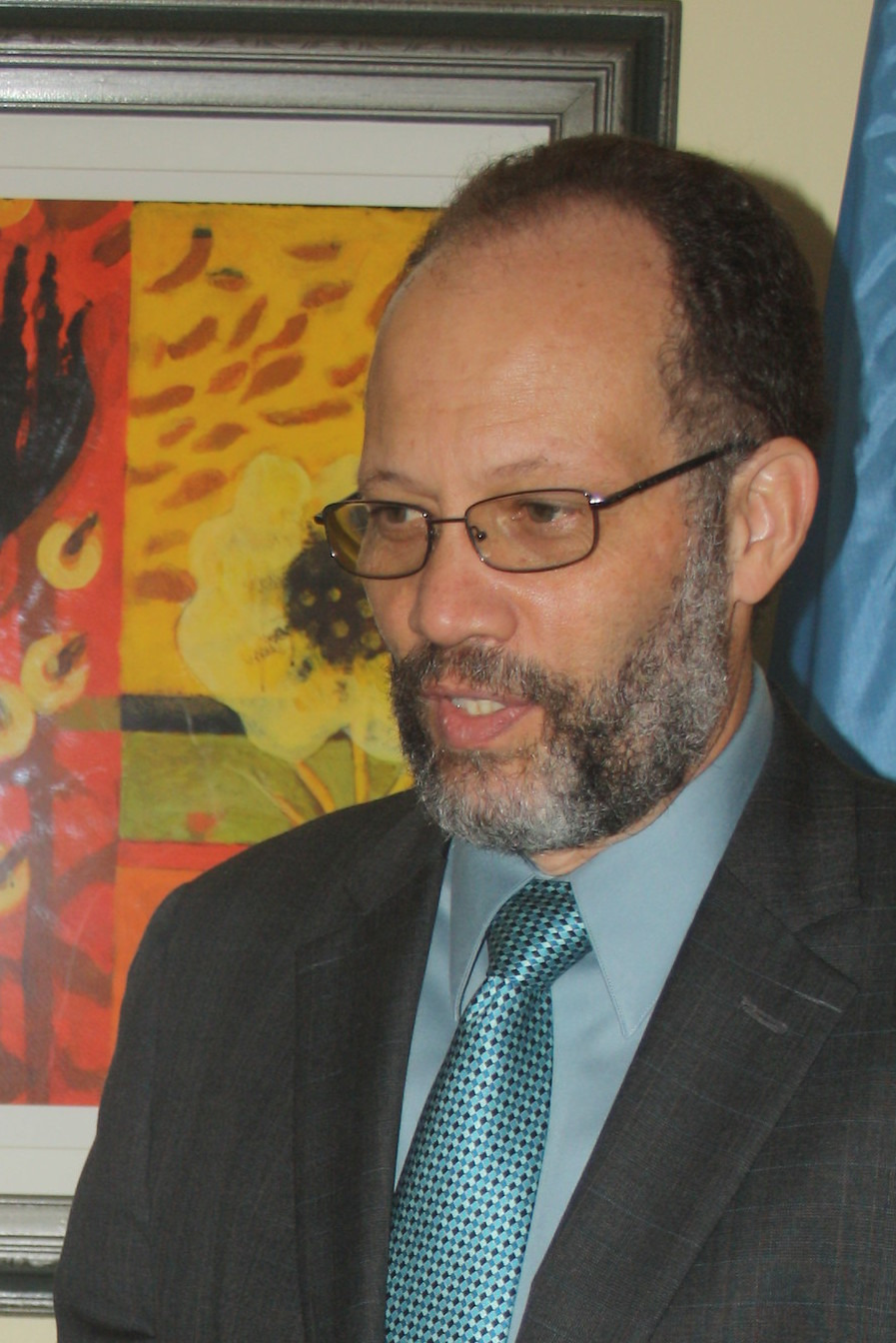
Le secrétaire-général LaRocque en mai 2012.

Le 21 mai 2011, après le départ du secrétaire-général Edwin Carrington et la mise en place d'un secrétariat par intérim dirigé par Lolita Applewhaite, Irwin LaRocque est désigné par les chefs de gouvernements de la CARICOM comme nouveau secrétaire-général pour un mandat de cinq ans, et confirmé le 15 août 2011.
Au tout début de son mandat, l'Agence de santé publique des Caraïbes (CARPHA), agence régionale de santé publique dont le siège est à Trinité-et-Tobago, est créée par les dirigeants de la CARICOM avec la confirmation du secrétariat général en juillet 2011 et commence ses activités en 2013. Toujours sous son premier mandat, la Guadeloupe, la Guyane et la Martinique sont candidates au statut d'État associé de la CARICOM. Aucune suite officielle n'a encore été donnée : seule l'annonce de la possibilité d'une politique d'élargissement de la CARICOM a été formulée dans le communiqué de la 29e rencontre internationale de la conférence des chefs de gouvernement de la Communauté (26 et 27 février 2018, à Port-au-Prince, Haïti).
Le 6 mai 2016, il est réélu, par les chefs de gouvernements, pour un second mandat de cinq ans. 
En 2017, le bloc de la république de Cuba et de la Communauté caribéenne (CARICOM) signe « l'Accord de coopération commerciale et économique CARICOM-Cuba » pour faciliter des liens plus étroits.
À partir de 2018, la majorité des États membres continuent d'utiliser le Conseil privé comme cour d'appel finale et trois États membres n'utilisent la CCJ ni pour sa compétence d'origine ni pour sa juridiction d'appel parce qu'ils n'ont pas signé le Traité révisé de Chaguaramas (Bahamas et Haïti) ou sont actuellement un territoire d'outre-mer du Royaume-Uni (Montserrat). Une poignée de diverses propositions publiques ont été faites dans plusieurs pays de la CARICOM pour un sondage sur le soutien public à la transition de la juridiction d'appel vers la CCJ, et à ce jour, la majorité de ces mesures ont échoué.